# Beautiful Sunday
Beautiful Sunday是一个香港电台节目，始於2006年，首任主持是曾淑儀。以住港台在星期日清晨都是由二台DJ主持清談節目或歌曲節目為主，例如《清晨快活人》、《周日晨光》、《0610純粹談情》等。而《Beautiful Sunday》的最初構思，是看準了星期日是眾多菲傭和印尼傭工等在港家庭傭工的指定休息日，他們多數在清早時份便出外相聚，做天主教彌撒或回教參拜等宗教活動，因此將他們設定為該節目的聽眾對家。隨後，民政事務總署聯同香港電台合辦一個以粵語及印尼語廣播的直播節目，於逢星期日上午6時至8時香港電台第二台播放（上午6時至7時與第一台、第五台和普通話台聯播），及後2007年11月曾淑儀因與DJ同事梁奕倫鬧翻的事件，連累該節目也略受影響。雖然她在短暫休假後繼續主持該節目。但不久節目主持亦換上Barbie（林蕙）和Shinza主持。後來林蕙因為意外而淡出幕前，改由新晉主持接任。
除了各國歌曲播放外，還接聽聽眾電話，讓聽眾分享身邊所有趣聞或開心事，及點唱表揚家人、外傭及僱主。